# Carrozze FS tipo 1946
Le carrozze tipo "1946" erano una famiglia di carrozze delle Ferrovie dello Stato Italiane.
Concepite già nel 1940 e realizzate in 10 prototipi marcati Cz 33.000 – 010 di terza classe, constavano di una cassa simile a quella delle precedenti 32.000 Tipo 1937, ma con finestrini a foro unico, mantici protetti da una carenatura laterale e carrelli tipo 28. Caratteristico il rientro ai vestiboli e la nervatura alle fiancate, longitudinale, che doveva dare rinforzo ad una struttura il più possibile alleggerita.
Dal 1946-50, con i fondi del Piano Marshall, furono realizzate in diverse soluzioni. Nella 3ª classe si adottavano sedili imbottiti come per le 32.000 da 4 posti, idem in 2ª classe, ma con modulo maggiorato, e divani da 3 posti in 1ª classe. Venne così costruita la “famiglia 3”, dalla seconda cifra utilizzata per le marcature delle carrozze appartenenti a questa famiglia di veicoli.
Furono realizzate carrozze di:
- 1ª classe (Az 13.010 – 059): 50 unità da 8 scompartimenti, tara 35t.
- 2ª classe (Bz 23.010 – 049): 40 unità da 9 scompartimenti (diverranno Az dal 1956), tara 35t.
- 3ª classe (Cz 33.010 – 784): 775 unità da 10 scompartimenti (diverranno Bz dal 1956), tara 34t.
- 1ª e 2ª classe miste (ABz 53.010 – 049): 40 unità da 4 + 5 scompartimenti (diverranno Az dal 1956) tara 37t.

Sono stati realizzati anche bagagliai Dz 83.000 – 109 e, più tardi, anche bagagliai-posta, noti però come Tipo 1949, DUz 93.100 – 139.
In origine furono costruite 765 unità di 3ª classe, classificate Cz 33.010-379, 690-709, 815-844, 380-649, 680-689, 750-814.
La lunghezza della cassa era di 22716 mm, con un interperno tra i carrelli di 15350 mm.
Sono veicoli che hanno la struttura completamente metallica saldata, carrelli tipo 27 da 2700 mm di passo nelle varie declinazioni (27, 27A, 27B, 27D), anche se per alcuni bagagliai, bagagliai-posta e Cz 33 furono inizialmente impiegati carrelli di recupero dei tipi AM/m, AB/m, ABB/m, ABM/m.
Il freno era con distributore Breda e la categoria di velocità loro assegnata era la “Speciale”, potendo essere trainate alla massima velocità consentita dalla linea.
Dal 1969 sarà assegnata loro la categoria di velocità “140” per tutte le unità con carrelli non di recupero.
Il riscaldamento era a vapore di tipo FS ed elettrico a 3000 V, salvo poi 5 Az, le Bz e le ABz ricevere l’RE RIC a tre tensioni per servizio internazionale.
La livrea iniziale fu il classico bicolore castano e Isabella, con parte delle Az 13, alcune Bz 33 e alcuni DUz 93 dipinte dal 1957 in blu e celeste per i rapidi R30/33 Treno Azzurro.
Dal 1961 si passò gradualmente al tutto castano e dalla seconda metà degli anni ’60 al grigio ardesia, sempre con imperiale color alluminio.
Il loro impiego spaziava dai rapidi ai locali e furono impiegate intensivamente sino a tutti gli anni ’80, via via messe in disparte nel decennio successivo, nonostante la riqualificazione, dalle numerose UIC-X frattanto realizzate.

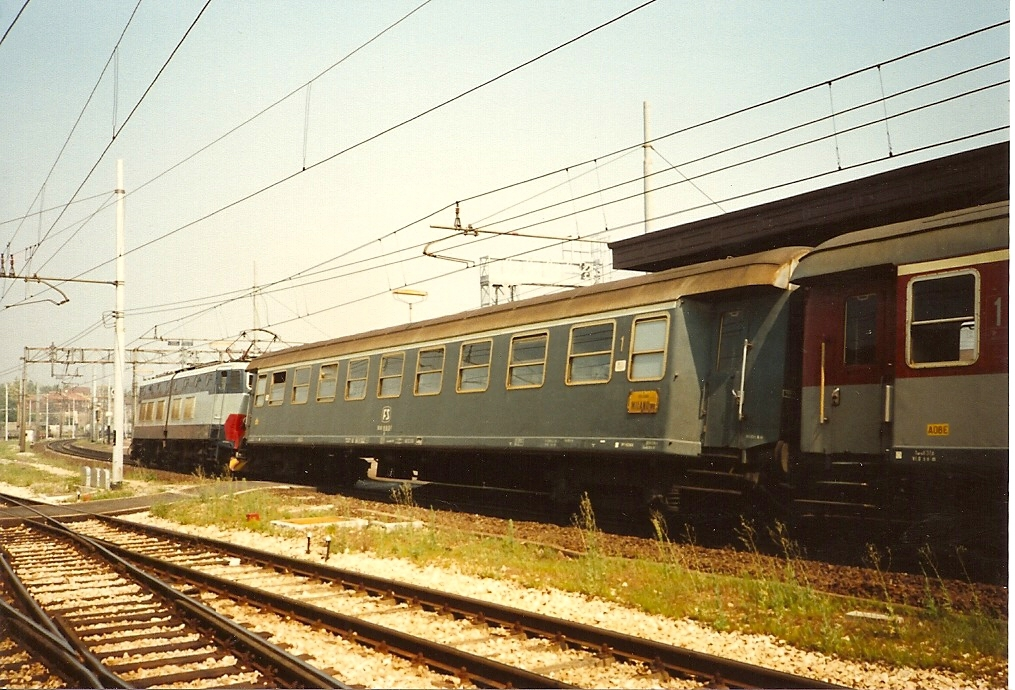
Una carrozza tipo 1946 trasformata

A fine anni ’70 iniziò la ristrutturazione delle Az, delle ex Bz ora Az 23 e delle Ex ABz poi Az 53 e solo due Bz ex Cz 33, prevedendo il sostituzione dei finestrini, rifacimento arredi e rivisitazione lay-out a 9 scompartimenti per tutte (10 per le ex 33.000). Furono rivisti gli intercomunicanti che da un certo punto in poi furono quelli tubolari e non più a mantice ed i carrelli 27 lasciarono il posto ai 24Au ed autorizzazione al rango B di velocità. Il riscaldamento, a parte un primo lotto di ristrutturate, fu del tipo FS a 3000V ad aria soffiata.